# Engoulevent aztèque
Nyctiphrynus mcleodii
Espèce
Synonymes
- Otophanes mcleodii Brewster, 1888
(protonyme)

Statut de conservation UICN

 LC  : Préoccupation mineure
L'Engoulevent aztèque (Nyctiphrynus mcleodii) est une espèce d'oiseaux de la famille des Caprimulgidae.

## Répartition
Cet oiseau est endémique du versant Pacifique mexicain.